# Марешал-Кандиду-Рондон (Парана)
Марешал-Кандиду-Рондон (порт. Marechal Cândido Rondon) — муниципалитет в Бразилии, входит в штат Парана. Составная часть мезорегиона Запад штата Парана. Входит в экономико-статистический микрорегион Толеду. Население составляет 46 369 человек на 2006 год. Занимает площадь 846,051 км². Плотность населения — 60,7 чел./км².
Праздник города — 25 июля.

## История
Город основан 25 июля 1960 года. Назван в честь маршала Кандиду Рондона.

## Статистика
- Валовой внутренний продукт на 2003 год составляет 603 322 373,00 реалов (данные: Бразильский институт географии и статистики).
- Валовой внутренний продукт на душу населения на 2003 год составляет 13 911,37 реалов (данные: Бразильский институт географии и статистики).
- Индекс развития человеческого потенциала на 2000 год составляет 0,829 (данные: Программа развития ООН).

## География
Климат местности: субтропический.